# Чернявщина (Днепропетровская область)
Чернявщина (укр. Чернявщина) — село, Чернявщинский сельский совет, Юрьевский район, Днепропетровская область, Украина.
Код КОАТУУ — 1225988001. Население по переписи 2001 года составляло 900 человек.
Является административным центром Чернявщинского сельского совета, в который, кроме того, входят сёла Терны, Черноглазовка и Яблоновка.

## Географическое положение
Село Чернявщина находится на левом берегу реки Орель, выше по течению на расстоянии в 1,5 км расположено село Черноглазовка, ниже по течению на расстоянии в 7 км расположено село Шандровка, на противоположном берегу — село Дубовые Гряды. Через село проходит автомобильная дорога Т-0412.

## История
- Село возникло в начале XVIII века как небольшие временные казацкие зимовники.
- В конце первой половины XVIII века возникло постоянное поселение.
- В 1781 году поселение было приобретено братьями капитаном Василием Степановичем и Ильей Степановичем Чернявскими. Поселение Василия Чернявского (северная часть) называлось Чернявщина, а поселение Ильи — Бузиновка. После смерти капитана Чернявского, поселение Чернявщина перешло в наследство Ильи. Поселение Чернявщина объединили с поселением Бузиновка в одно село, которое получило общее название — Чернявщина, и в тот момент по состоянию на 1797 год общее число жителей было 889 человек.

## Экономика
- ФХ «Орель».
- ФХ «Чернявщанское» Руководитель Кравчук Владимир Максимович

## Объекты социальной сферы
- Школа.
- Детский сад.
- Больница.
- Клуб.